# رالف کهل
رالف کهل (انگلیسی: Ralf Kohl؛ زادهٔ ۲۸ اکتبر ۱۹۶۵) بازیکن فوتبال اهل آلمان است.
از باشگاه‌هایی که در آن بازی کرده‌است می‌توان به باشگاه فوتبال فرایبورگ اشاره کرد.